# Мареко, Сандро
Сандро Мареко (исп. Sandro Mareco; род. 13 мая 1987, Аэдо, Буэнос-Айрес) — аргентинский шахматист, гроссмейстер (2010).
Выиграл молодёжный чемпионат Южной Америки в 2007 году, выполнив норму международного мастера и первую гроссмейстерскую норму. Больших успехов добился в 2015 году, выиграв чемпионат Аргентины по классическим шахматам и блицу, а также чемпионат Америки, квалифицировавшись таким образом на Кубок мира. Там он обыграл китайца Ни Хуа, а во втором раунде уступил Антону Ковалёву. Ещё четырежды (в 2011, 2013, 2017 и 2019 гг.), Мареко не проходил на Кубке мира дальше первого раунда, уступая соответственно венгру Ференцу Беркешу, чеху Давиду Наваре, немцу Маттиасу Блюбауму, россиянину Санану Сюгирову.
Одержал победу в нескольких турнирах:
- Magistral IPD (2013)[1];
- Кубок Марселя Дюшана (2017, 2018[2]);
- HDBank Cup International Open (2018);
- Hogeschool Zeeland (2018).

В составе сборной Аргентины участник двух шахматных Олимпиад (2012, 2014). Играл в международном турнире PRO Chess League за бразильский клуб «Сан-Паулу Капибарас».
Тренировался в Швеции с Ульфом Андерссоном.

## Таблица результатов
| Год  | Город        | Турнир                              | + | − | = | Результат | Место |
| ---- | ------------ | ----------------------------------- | - | - | - | --------- | ----- |
| 2006 | Ереван       | Чемпионат мира (до 20 лет)          | 5 | 3 | 5 | 7½ из 13  | 22    |
| 2007 | Матеу        | Чемпионат Южной Америки (до 20 лет) | 5 | 0 | 4 | 7 из 9    | 1     |
| 2012 | Стамбул      | 40-я шахматная олимпиада            | 2 | 2 | 5 | 4½ из 9   |       |
| 2013 |              | 88-й чемпионат Аргентины            | 3 | 1 | 9 | 7½ из 13  | 3—5   |
| 2014 | Тромсё       | 41-я шахматная олимпиада            | 4 | 0 | 6 | 7 из 10   |       |
|      |              | 89-й чемпионат Аргентины            | 4 | 3 | 6 | 7 из 13   | 4—6   |
| 2015 | Буэнос-Айрес | 90-й чемпионат Аргентины            | 7 | 0 | 6 | 10 из 13  | 1     |
|      | Монтевидео   | Панамериканский чемпионат           | 7 | 1 | 3 | 8½ из 11  | 1     |
| 2017 | Монтевидео   | Кубок Марселя Дюшана                | 9 | 0 | 0 | 9 из 9    | 1     |

## Изменения рейтинга
| Графики недоступны из-за технических проблем. См. информацию на Фабрикаторе и на mediawiki.org. |